# Corozal (Corozal)
Corozal es un barrio-pueblo ubicado en el municipio de Corozal en el estado libre asociado de Puerto Rico. En el Censo de 2010 tenía una población de 2631 habitantes y una densidad poblacional de 2.885,89 personas por km².

## Geografía

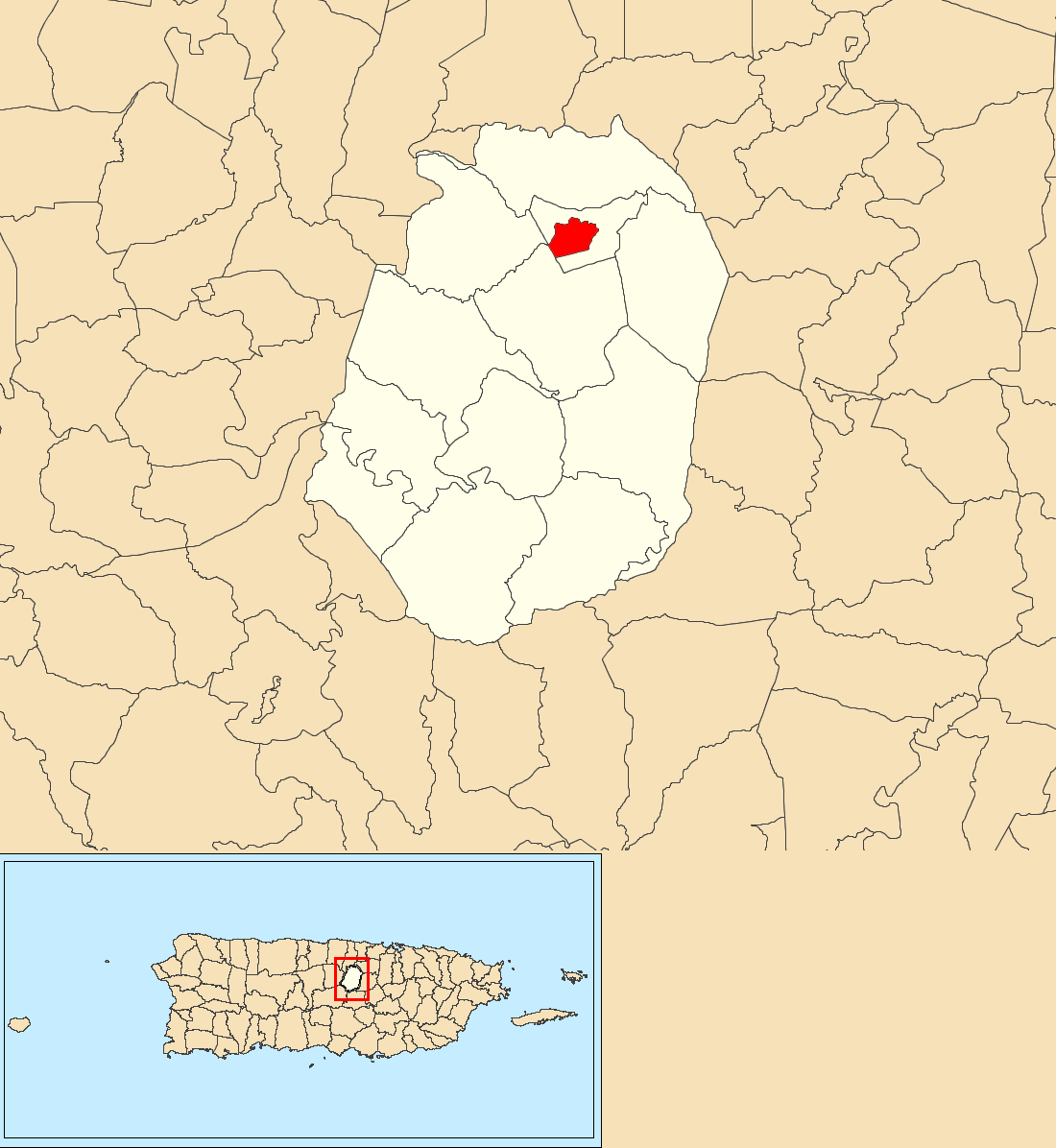
Ubicación de Corozal barrio-pueblo en Corozal

Corozal se encuentra ubicado en las coordenadas 18°20′23″N 66°19′0″O / 18.33972, -66.31667. Según la Oficina del Censo de los Estados Unidos, Corozal tiene una superficie total de 0.91 km², que corresponden a tierra firme.

## Demografía
Según el censo de 2010, había 2631 personas residiendo en Corozal. La densidad de población era de 2.885,89 hab./km². De los 2631 habitantes, Corozal estaba compuesto por el 86.89% blancos, el 6.08% eran afroamericanos, el 0.08% eran amerindios, el 0.19% eran asiáticos, el 4.64% eran de otras razas y el 2.13% pertenecían a dos o más razas. Del total de la población el 99.39% eran hispanos o latinos de cualquier raza.